# Oleksandr Martjenko
Oleksandr Martjenko (ukrainska: Олександр Миколайович Марченко), född den 12 januari 1968 i Cherson i Ukrainska SSR, Sovjetunionen, är en sovjetisk och därefter ukrainsk roddare.
Han tog OS-brons i dubbelsculler i samband med de olympiska roddtävlingarna 1988 i Seoul.